# Liquefazione del carbone
Liquefazione del carbone (in inglese coal liquefaction) è un termine generale che indica una famiglia di processi per produrre combustibili liquidi dal carbone. Le tecnologie specifiche di liquefazione generalmente ricadono in due categorie: processi di liquefazione diretta (direct coal liquefaction, DCL) e di liquefazione indiretta (indirect coal liquefaction, ICL). I processi di liquefazione indiretta generalmente implicano la gassificazione del carbone in una miscela di monossido di carbonio e idrogeno (syngas) e poi usano un processo come il Fischer-Tropsch per convertire la miscela di syngas in idrocarburi liquidi. Per contrasto, i processi di liquefazione diretta convertono il carbone direttamente in liquidi, senza lo stadio intermedio della gassificazione, scindendone la struttura organica con l'applicazione di solventi o catalizzatori in un ambiente ad alta pressione e temperatura. Dal momento che gli idrocarburi liquidi hanno solitamente un rapporto molare idrogeno-carbonio più alto dei carboni, sia nelle tecnologie ICL che in quelle DCL devono impiegati processi o di idrogenazione o di reiezione del carbonio.
Poiché la liquefazione del carbone è generalmente un processo ad alta temperatura/alta pressione, essa richiede un significativo consumo di energia e, su scale industriali (migliaia di barili/giorno), investimenti di capitale per molti miliardi di dollari. Così, la liquefazione del carbone è un processo economicamente praticabile a prezzi petroliferi storicamente alti, e perciò presenta un alto rischio di investimento.

## Metodi
I processi di liquefazione sono classificati come processi di conversione diretta e processi di conversione indiretta in liquidi. I processi diretti sono la carbonizzazione e l'idrogenazione.
l

### Processi di idrogenazione

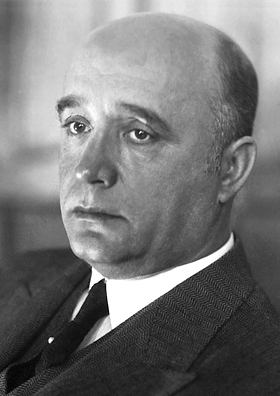
Friedrich Bergius

Uno dei principali metodi di conversione diretta del carbone in liquidi mediante idrogenazione è il processo Bergius, sviluppato da Friedrich Bergius nel 1913. In questo processo, il carbone secco è mescolato con l'olio pesante riciclato dal processo. Alla miscela è tipicamente aggiunto un catalizzatore. La reazione si verifica tra 400 °C (752 °F) e 500 °C (932 °F) e tra 20 e 70 MPa di pressione dell'idrogeno. La reazione può essere sintetizzata come segue:
n C + (n + 1) H2 → CnH2 n + 2
Dopo la prima guerra mondiale in Germania furono costruiti molti impianti basati su questa tecnologia; essi furono usati estesamente durante la seconda guerra mondiale per rifornire la Germania di combustibile e lubrificanti. Il processo Kohleoel, sviluppato in Germania dalla Ruhrkohle e dalla VEBA, fu usato nell'impianto dimostrativo con la capacità di 200 tonnellate di lignite al giorno, costruito a Bottrop (Germania). Questo impianto funzionò dal 1981 al 1987. In questo processo, il carbone è mescolato con un solvente di riciclo e un catalizzatore di ferro. Dopo il preriscaldamento e la pressurizzazione, si aggiunge H2. Il processo ha luogo in un reattore tubulare alla pressione di 300 bar e alla temperatura di 470 °C (880 °F). Questo processo fu sperimentato anche dalla Sasol in Sudafrica.
Negli anni 1970-1980, le compagnie giapponesi Nippon Kokan, Sumitomo Metal Industries e Mitsubishi Heavy Industries svilupparono il processo NEDOL. In questo processo, il carbone è mescolato con un solvente riciclato e un catalizzatore sintetico a base di ferro; dopo il preriscaldamento, è aggiunto H2. La reazione ha luogo in un reattore tubulare a una temperatura fra 430 °C (810 °F) e 465 °C (870 °F) alla pressione di 150-200 bar. Il petrolio prodotto ha una bassa qualità e richiede un affinamento intensivo. Il processo H-Coal, sviluppato dalla Hydrocarbon Research, Inc., nel 1963, mescola carbone polverizzato con liquidi riciclati, idrogeno e catalizzatore nel reattore a letto ebullato. I vantaggi di questo processo sono che la dissoluzione e l'affinamento dell'olio stanno avendo luogo nel reattore singolo, i prodotti hanno un alto rapporto H/C, e un tempo di reazione veloce, mentre i principali svantaggi sono l'alta produzione di gas (questo è fondamentalmente un processo di piroscissione termica), l'alto consumo di idrogeno e la limitazione dell'uso dell'olio come olio per caldaie a causa delle impurità.
I processi SRC-I e SRC-II (solvent refined coal, "carbone raffinato mediante solventi") furono sviluppati dalla Gulf Oil e attuati come impianti pilota negli Stati Uniti negli anni 1960 e 1970. La Nuclear Utility Services Corporation sviluppò il processo di idrogenazione che fu brevettato da Wilburn C. Schroeder nel 1976. Il processo comportava carbone essiccato e polverizzato mescolato con catalizzatori di molibdeno grosso all'1wt%. L'idrogenazione avveniva mediante l'uso di gas di sintesi ad alta temperata e pressione prodotto in un gassificatore separato. Il processo alla fine produceva prodotto grezzo sintetico, la nafta, una quantità limitata di gas C3/C4, liquidi di peso medio-leggero (C5-C10) adatta all'uso come carburanti, piccole quantità di NH3 e quantità significative di CO2. Altri processi di idrogenazione a un unico stadio sono il processo dei solventi donatori Exxon (Exxon Donor Solvent Process), il processo ad alta pressione Imhausen (Imhausen High-pressure Process), e il processo zinco cloro Conoco (Conoco Zinc Chloride Process).
Ci sono anche numerosi processi di liquefazione diretta a due stadi; tuttavia, dopo gli anni 1980 sono stati sviluppati il processo di liquefazione catalitico a due stadi (Catalytic Two-stage Liquefaction Process), modificato dal processo H-carbone (H-Coal Process); il processo di estrazione dei solventi liquidi (Liquid Solvent Extraction Process) della British Coal; e il processo di liquefazione del carbone marrone (Brown Coal Liquefaction Process) del Giappone.
La Shenhua, una compagnia mineraria di carbone cinese, decise nel 2002 di costruire un impianto di liquefazione diretta nella Mongolia Interna, con una capacità di 20.000 barili al giorno (3,2×10³ m³/d). Le prime prove furono attuate alla fine del 2008. Una seconda e più lunga campagna di prove fu iniziata nell'ottobre 2009.
La Chevron Corporation sviluppò un processo, inventato da Joel W. Rosenthal chiamato processo di liquefazione del carbone Chevron (Chevron Coal Liquefaction Process, CCLP). Esso è unico a causa dell'accoppiamento stretto del dissolvente non catalitico e dell'unità di idrotrattamento catalitico. L'olio prodotto aveva proprietà che erano uniche paragonate ad altri oli di carbone; era più leggero e aveva di gran lunga meno impurità eteroatomiche. Il processo fu aumentato di scala al livello di 6 tonnellate al giorno, ma non fu provato commercialmente.

### Processi di pirolisi e di carbonizzazione
Esistono numerosi processi di carbonizzazione. La conversione mediante carbonizzazione avviene attraverso la pirolisi o la distillazione distruttiva, e produce catrame di carbone condensabile, olio e vapor acqueo, gas di sintesi non condensabile e un carbone vegetale residuo solido. Il catrame di carbone e l'olio sono poi ulteriormente trasformati mediante idrotrattamento per rimuovere le specie dello zolfo e dell'azoto, dopo di che sono trasformati in combustibili.
L'esempio tipico di carbonizzazione è il processo Karrick. In questo processo di carbonizzazione a bassa temperatura, il carbone è riscaldato da 360 °C (680 °F) a 750 °C (1.380 °F) in assenza di aria. Queste temperature ottimizzano la produzione di catrami di carbone più ricchi di idrocarburi leggeri del normale catrame di carbone. Tuttavia, i liquidi prodotti sono per la maggior parte un sottoprodotto e il prodotto principale è il semi-coke, un combustible solido e senza fumo.
Il processo COED, sviluppata da FMC Corporation, usa un letto fluidizzato per il trattamento, in combinazione con l'aumento della temperatura, attraverso quattro stadi di pirolisi. Il calore è trasferito da gas caldi prodotti dalla combustione di parte del carbone vegetale prodotto. Una modificazione di questo processo, il processo COGAS, implica l'aggiunta della gassificazione del carbone vegetale. Il processo TOSCOAL, un analogo del processo di distillazione mediante storta dello scisto oleoso TOSCO II e del processo Lurgi-Ruhrgas, che si usa anche per l'estrazione dell'olio di scisto, utilizza solidi caldi riciclati per il trasferimento di calore.
Le rese liquide dei processi di pirolisi e Karrick sono generalmente basse per un uso pratico nella produzione dei combustibili liquidi sintetici. Inoltre, i liquidi risultanti sono di bassa qualità e richiedono un ulteriore trattamento prima di poter essere usati come carburanti per motori. In sintesi, c'è poca possibilità che questo processo generi volumi economicamente sostenibili di combustibile liquido.

### Processi di conversione indiretta
I processi di liquefazione indiretta del carbone (ICL) operano in due stadi. Nel primo stadio, il carbone è convertito in syngas (una miscela purificata di gas di CO e H2). Nel secondo stadio, il syngas è convertito in idrocarburi leggeri usando uno dei tre processi principali: sintesi Fischer-Tropsch, sintesi del metanolo con successiva conversione in benzina o prodotti petrolchimici e metanazione.
Il Fischer-Tropsch è il più vecchio dei processi ICL. Fu usato per la prima volta su larga scala tecnica in Germania tra il 1934 e il 1945 e viene attualmente usato dalla Sasol in Sudafrica.
Nei processi di sintesi del metanolo il syngas è convertito in metanolo, che è successivamente polimerizzato in alcani su un catalizzatore di zeolite. Questo processo, sotto il soprannome MTG (per Methanol To Gasoline, "metanolo in benzina"), fu sviluppato dalla Mobil nei primi anni 1970, e viene collaudato in un impianto dimostrativo dalla Jincheng Anthracite Mining Group (JAMG) a Shanxi (Cina).
La reazione di metanazione converte il syngas in gas naturale sintetico (synthetic natural gas, SNG). Il Great Plains Gasification Plant a Beulah (Nord Dakota) è un'infrastruttura per la conversione di carbone in SNG che produce 4,53 milioni di metri cubi (160 milioni di piedi cubi) al giorno di SNG ed è in funzione fin dal 1984.

## Considerazioni ambientali
La maggior parte dei processi di liquefazione del carbone sono associati a emissioni significative di CO2, che derivano o dal processo di gassificazione o dalla generazione del calore e dell'elettricità che servono come immissioni energetiche per i reattori. L'alto consumo di acqua nelle reazioni di spostamento del gas d'acqua o di reforming con vapore del metano è un altro effetto ambientale avverso. D'altro canto, i combustibili sintetici prodotti dai processi di liquefazione del carbone tendono a essere "più puliti" dei combustibili grezzi che si presentano naturalmente, in quanto i composti eteroatomici (ad es. lo zolfo) non sono sintetizzati o sono esclusi dal prodotto finale.
La pirolisi del carbone produce idrocarburi policiclici aromatici, che sono noti carcinogeni. Ci sono anche considerazioni riguardo al riscaldamento globale, specialmente se la liquefazione del carbone è condotta senza le tecnologie di cattura e sequestro del carbonio.